# Mjölkersättning
Mjölkersättning är en ersättning till vanlig mjölk. Ersättning till bröstmjölk för spädbarn kallas modersmjölksersättning.
De som inte tål mjölk, är veganer eller av andra skäl inte vill dricka mjölk kan välja mandel- eller kokosmjölk, eller någon annan mjölkersättning som till exempel havredryck, sojadryck eller risdryck; de senare finns förutom naturella även i olika smaker som choklad, vanilj och jordgubb. De flesta affärer har någon variant av mjölkersättning.